# Pazmany PL-4
Die Pazmany PL-4A ist ein einmotoriges, einsitziges Sportflugzeug das von der Pazmany Aircraft Corporation für Flugzeugselbstbau entwickelt wurde.

## Geschichte und Konstruktion
Die PL-4A flog erstmals 1972 und ist für den Selbstbau vorgesehen. Es werden daher nur die Plänen verkauft. Alleine 686 wurden 1985 verkauft. Die PL-4A ist ein konventioneller Tiefdecker mit geschlossener Kabine und festem Spornradfahrwerk. Die Maschine verfügt über ein T-Leitwerk um das Falten der Tragflächen zu erleichtern. Das Modell ist eine Ganzmetallkonstruktion, mit Standard-Strangpressprofilen für die Holme. Das Standard-Triebwerk ist ein luftgekühlter Volkswagenmotor mit 60 PS (45 kW). Die Bauzeit wird mit rund 1.000–1.500 Stunden angegeben.
Die PL-4A gewann 1972 die Auszeichnungen „Outstanding New Design“ und „Outstanding Contribution to Low-Cost Fly“ der Experimental Aircraft Association.

## Technische Daten
| Kenngröße             | Daten                                      |
| --------------------- | ------------------------------------------ |
| Besatzung             | 1                                          |
| Länge                 | 5,04 m                                     |
| Spannweite            | 8,13 m                                     |
| Höhe                  | 1,73 m                                     |
| Flügelfläche          | 8,3 m²                                     |
| Flügelstreckung       | 8,0                                        |
| Leermasse             | 262 kg                                     |
| max. Startmasse       | 385 kg                                     |
| Höchstgeschwindigkeit | 201 km/h                                   |
| Dienstgipfelhöhe      | 3960 m                                     |
| Reichweite            | 545 km                                     |
| Triebwerke            | 1 × umgerüsteter Volkswagenmotor mit 38 kW |